# ランフォード賞
ランフォード賞（Rumford Prize）は、アメリカ芸術科学アカデミーが自然科学の分野の研究者に送る賞である。ランフォード伯爵ベンジャミン・トンプソンがイギリスの王立協会とアメリカ芸術科学アカデミーに寄付した基金で始められたもので、王立協会はランフォード・メダルを創設した。

## 受賞者一覧

### 19世紀
- 1839年： ロバート・ヘア（英語版）
- 1862年： ジョン・エリクソン
- 1865年： ダニエル・トレッドウェル（英語版）
- 1866年： アルヴァン・クラーク
- 1869年： ジョージ・ヘンリー・コーリス（英語版）
- 1871年： ジョセフ・ハリソン・ジュニア（英語版）
- 1873年： ルイス・ラザファード
- 1875年： ジョン・ウィリアム・ドレイパー（英語版）
- 1880年： ウィラード・ギブズ
- 1883年： ヘンリー・ローランド
- 1886年： サミュエル・ラングレー
- 1888年： アルバート・マイケルソン
- 1891年： エドワード・ピッカリング
- 1895年： トーマス・エジソン
- 1898年： ジェームズ・エドワード・キーラー
- 1899年： チャールズ・F・ブラッシュ

### 20世紀前半
- 1900年： カール・バルス
- 1901年： エリフ・トムソン
- 1902年： ジョージ・ヘール
- 1904年： アーネスト・ニコルス
- 1907年： エドワード・グッドリッチ・アチソン（英語版）
- 1909年： ロバート・ウィリアム・ウッド
- 1910年： Charles Gordon Curtis
- 1911年： ジェームス・クラフツ
- 1912年： Frederic Eugene Ives
- 1913年： ジョエル・ステビンス
- 1914年： William David Coolidge
- 1915年： チャールズ・アボット
- 1917年： パーシー・ブリッジマン
- 1918年： セオドア・ライマン
- 1920年： アーヴィング・ラングミュア
- 1925年： ヘンリー・ノリス・ラッセル
- 1926年： アーサー・コンプトン
- 1928年： Edward Leamington Nichols
- 1930年： John Stanley Plaskett
- 1931年： Karl Taylor Compton
- 1933年： ハーロー・シャプレー
- 1937年： ウィリアム・ウェーバー・コブレンツ
- 1939年： George Russell Harrison
- 1941年： Vladimir Kosma Zworykin
- 1943年： Charles Edward Mees
- 1945年： Edwin Herbert Land
- 1947年： Edmund Newton Harvey
- 1949年： アイラ・ボーエン

### 20世紀後半
- 1951年： Herbert E. Ives
- 1953年： エンリコ・フェルミ、Willis E. Lamb Jr、ラルス・オンサーガー
- 1955年： ジェイムス・フランク
- 1957年： スブラマニアン・チャンドラセカール
- 1959年： George Wald
- 1961年： チャールズ・タウンズ
- 1963年： ハンス・ベーテ
- 1965年： Samuel Cornette Collins、William David McElroy
- 1967年： ロバート・H・ディッケ、Cornelis B. Van Niel
- 1968年： マーテン・シュミット
- 1971年： 3つの研究グループ
- 1973年： E. Bright Wilson
- 1976年： ブルーノ・ロッシ
- 1980年： Gregorio Weber、楊振寧、ロバート・ミルズ
- 1985年： Hans Georg Dehmelt、Martin Deutsch、Vernon Willard Hughes、Norman Foster Ramsey
- 1986年： ロバート・B・レイトン、Frank James Low、ゲリー・ノイゲバウアー
- 1992年： James R. Norris、Joseph J. Katz、George Feher
- 1996年： ジョン・C・マザー

### 21世紀
- 2008年： シドニー・ドレル、ウィリアム・J・ペリー、サム・ナン、ジョージ・シュルツ
- 2015年： フェデリコ・カパッソ、アルフレッド・チョー
- 2019年： Ernst Bamberg、Ed Boyden、カール・ダイセロス、ペーター・ヘーゲマン、Gero Miesenböck、Georg Nage
- 2021年： チャールズ・ベネット
- 2025年： アンドレア・ゲズ